# Ledebouria inquinata
Ledebouria inquinata är en sparrisväxtart som först beskrevs av Christo Albertyn Smith, och fick sitt nu gällande namn av John Peter Jessop. Ledebouria inquinata ingår i släktet Ledebouria och familjen sparrisväxter. Inga underarter finns listade i Catalogue of Life.